# وحش البحر

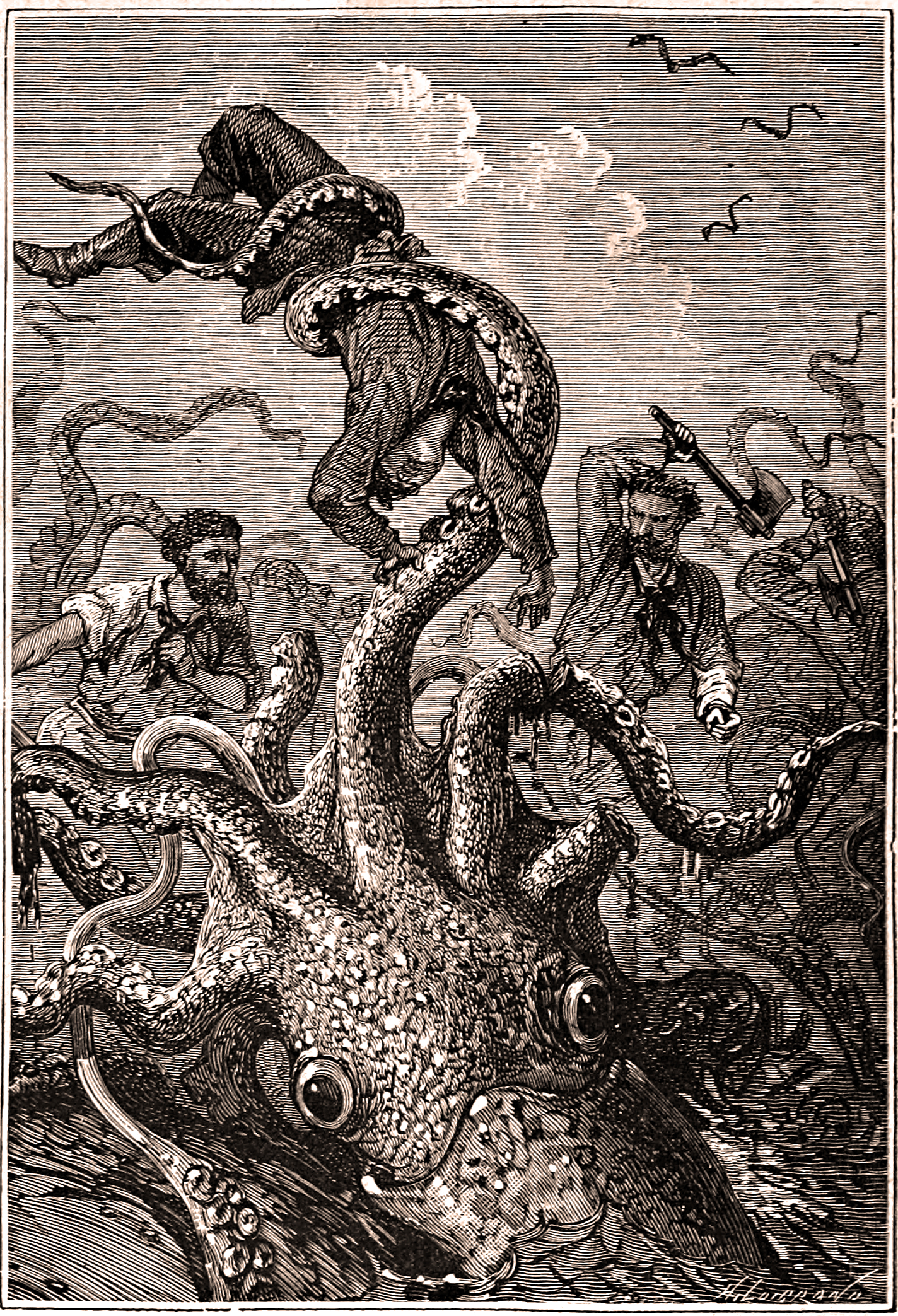
صورة مأخوذة من نسخة هيتزل Hetzel من عشرون ألف فرسخ تحت الماء.

وحوش البحر (بالإنجليزية: Sea monsters)‏ هي كائنات من الـفولكلور يعتقد أنها تعيش في البحر، وكثيرا ما يتصور أنها ذات حجم هائل. يمكن أن تتخذ الوحوش البحرية أشكالًا عديدة، بما في ذلك التنانين البحرية، أوحية البحر، أو الوحوش المتعددة الأذرع. يمكن أن تكون دبقة وحرشفية وغالبا ما تصور وهي تهدد السفن أو تنفث الماء. بعض الوحوش البحرية قد تكون مستندة على مخلوقات مقبولة علميا مثلالحيتان وأنواع منالسبيدج الضخم والعملاق.

## أساطير وخرافات

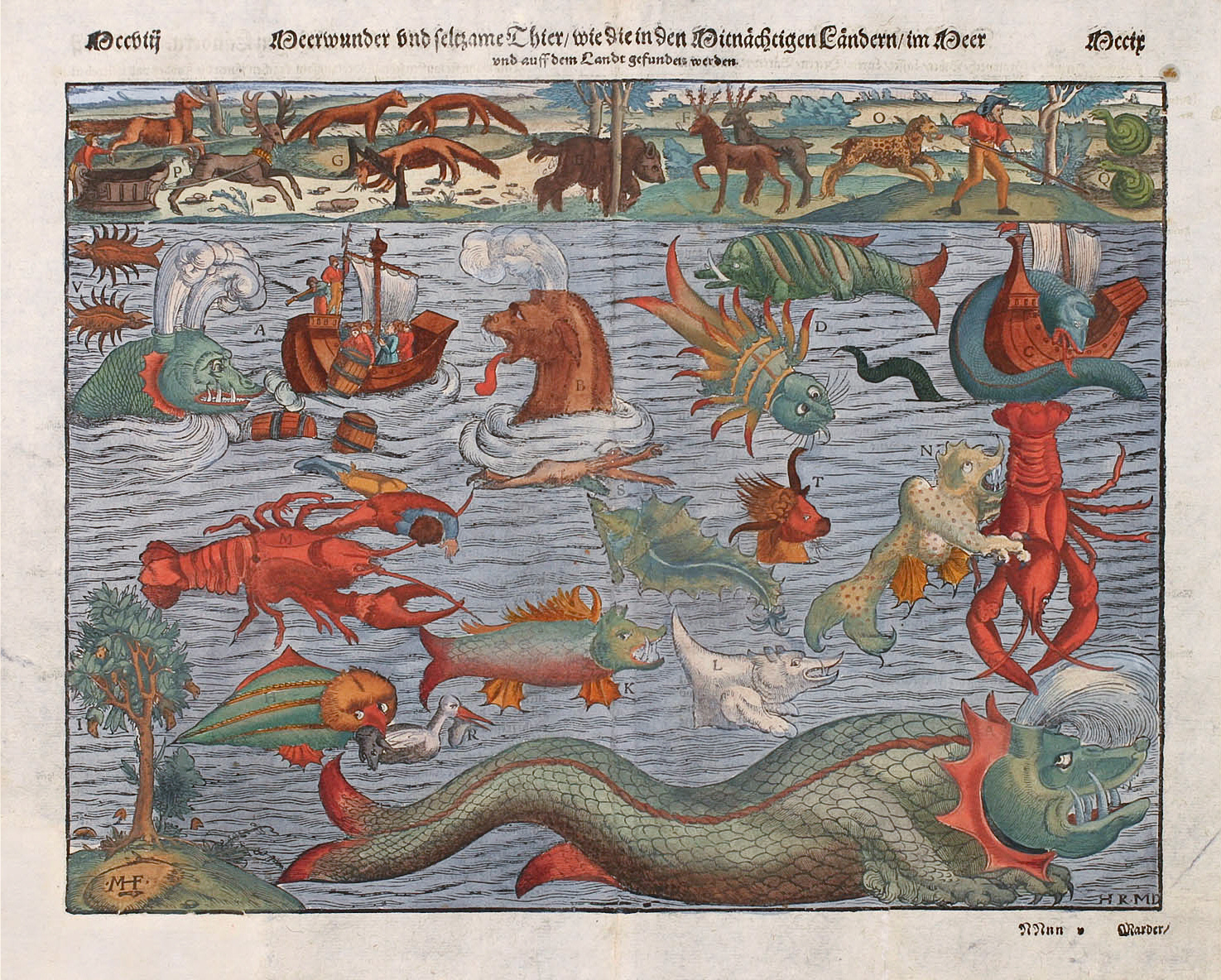
لوحة ca. 1544 تصور مختلف الوحوش البحرية؛ جمعت من كارتا مارينا.

تاريخياً، كثيراً ما استخدمت رسومات زخرفية لدلافين الشعارات ووحوش البحر لتوضيح الخرائط، مثل كارتا مارينا. هذه العادة انتهت مع ظهور رسم الخرائط الحديثة. ومع ذلك، فإن قصص وحوش البحر وقصص شهود العيان التي تدعي أنهم رأوا هذه الوحوش لا تزال قائمة حتى يومنا هذا.

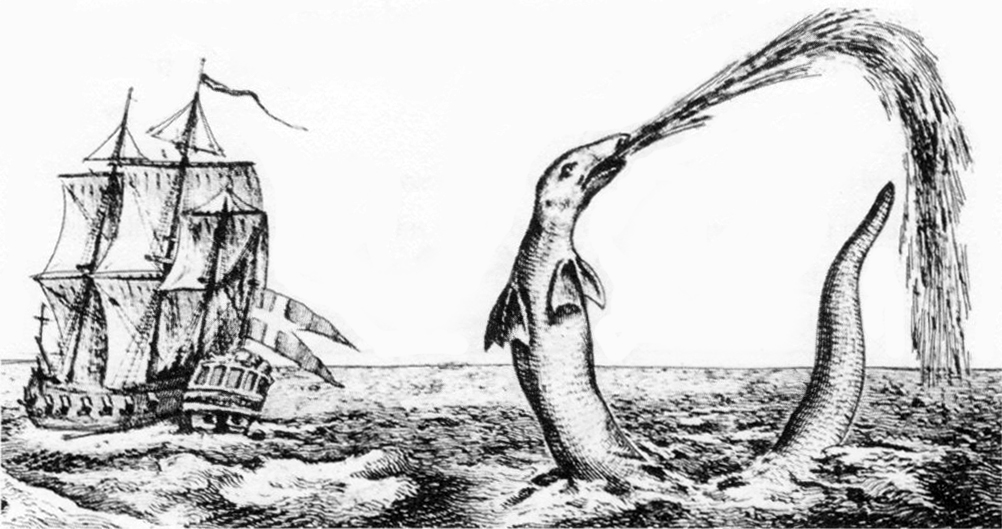
ثعبان البحر الذي روى عنه هانز أجد، أسقف غرينلاند، عام 1734

تم العثور على قصص الوحش البحري في جميع الثقافات تقريبا التي لديها اتصال مع البحر. على سبيل المثال، يتصل Avienus برحلة الرحالة القرطاجي هملكون «... هناك وحوش الأعماق، ووحوش يسبحون وسط السفن البطيئة الزاحفة». (خطوط 117-29 من أورا ماريتيما). ادعى السير همفري جيلبرت أنه صادف وحشًا شبيهًا بالأسد «بعيون ساطعة» في رحلته بعد عودته رسميًا إلى سانت جونز، نيوفاوندلاند (1583) لإنجلترا.  قصة أخرى عن لقاء مع وحش البحر تأتي من يوليو عام 1734. هانز أجد، المبشر الدنماركي-النرويجي، ذكر أنه في رحلة إلى غودهوب / نوك على الساحل الغربي لغرينلاند لاحظ:
مخلوق فظيع، لا يشبه أي شيء رأوه من قبل. رفع الوحش رأسه إلى أعلى بحيث بدا أعلى من منصة المراقبة في السفينة على الصاري. كان الرأس صغيرا والجسم قصير ومتجعد. كان المخلوق المجهول يستخدم زعانف عملاقة دفعته عبر الماء. كذلك رأى البحارة ذيله لاحقًا. كان الوحش أطول من سفينتنا بأكملها
هناك روايات أخرى معروفة من المحيط الهادئ والهندي والجنوبي (على سبيل المثال، انظر Heuvelmans 1968).
هناك أسطورة تلينغيت (Tlingit) عن وحش بحر يدعى جناكاديت (Goo-na'-ka-date) الذي جلب الرخاء والحظ السعيد إلى القرية في الأزمة، حيث كان الناس يتضورون جوعًا في المنزل الذي صنعوه لأنفسهم على الساحل الجنوبي الشرقي لألاسكا.
عام 1892، شهد أنتوني كورنيليس أوديمانس (Anthonie Cornelis Oudemans)، مدير حدائق الحيوانات الملكية في لاهاي، نشر كتابه «ثعبان البحر العظيم»، والذي أشار إلى أن العديد من قصص الأفاعي البحرية كانت أفضل تفسير لعملاق زعنفيات الأقدام ذات الرقبة الطويلة الغير معروف من قبل.
من المرجح أن العديد من التقارير الأخرى عن وحوش البحر هي مشاهد خاطئة لسمك القرش والحيتان، أو طحلب الكلب، أو جذوع الأشجار أو غيرها من الحطام مثل الطوافات المهملة، والزوارق وشباك الصيد.

## جثث وحش البحر المزعومة

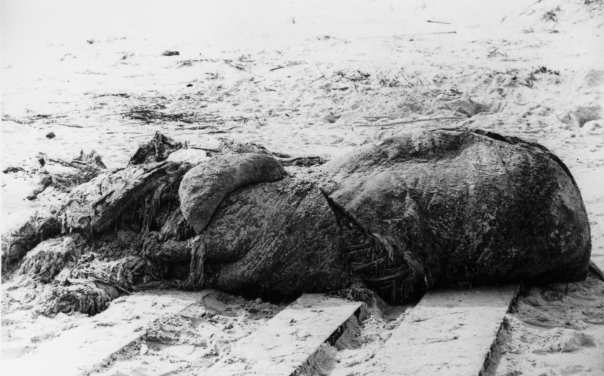
كان وحش سانت أوغسطين عبارة عن جثة تم جرفها على الشاطئ بالقرب من سانت أوغسطين بولاية فلوريدا في عام 1896 افترض في البداية أن يكون أخطبوط عملاق

تم الإبلاغ عن جثث وحش البحر منذ العصور الحديثة الأخيرة (Heuvelmans 1968). وغالبا ما تسمى الجثث المجهولة الهوية globsters. تسبب البليزوصور المزعوم من قبل سفينة الصيد اليابانية Zuiyō Maru قبالة نيوزيلندا في ضجة عام 1977 وتم تخليده على طابع بريدي برازيلي قبل أن يقترح مكتب التحقيقات الفيدرالي FBI أن يكون جثة متحللة لسمك القرش المتشمس. وبالمثل، أكد اختبار الحمض النووي أن وحش البحر المزعوم المجروف في نيوفاوندلاند في أغسطس 2001، كان حوت العنبر.
مثال آخر حديث على «وحش البحر» هو المخلوق الغريب الذي تم جرفه في لوس مويرموس على شاطئ البحر في تشيلي في يوليو 2003. تم وصفه لأول مرة على أنه «قنديل ضخم طويل كالـحافلة» ولكن تم تحديده لاحقاً ليكون جثة أخرى لـحوت العنبر. يعتقد أحيانًا أن حالات الـ globsters الغير المحددة الشكل وليس لها عظام هي أخطبوط عملاق، ولكن تم الآن تحديد أن حيتان العنبر التي تموت في البحر تتحلل بطريقة انفصال دهن الحوت عن الجسم، وتشكل كتلًا بيضاء لا شكل لها تظهر أحيانًا نسيجًا زغبي بسبب الخيوط المكشوفة من ألياف الكولاجين. كشف تحليل جثة Zuiyō Maru عن ظاهرة مماثلة في تحلل جثة القرش المتشمس، التي تفقد معظم منطقة الرأس السفلية والزعنفة الظهرية والذيلية أولاً، مما يجعلها تشبه البليزوصور.

## أمثلة

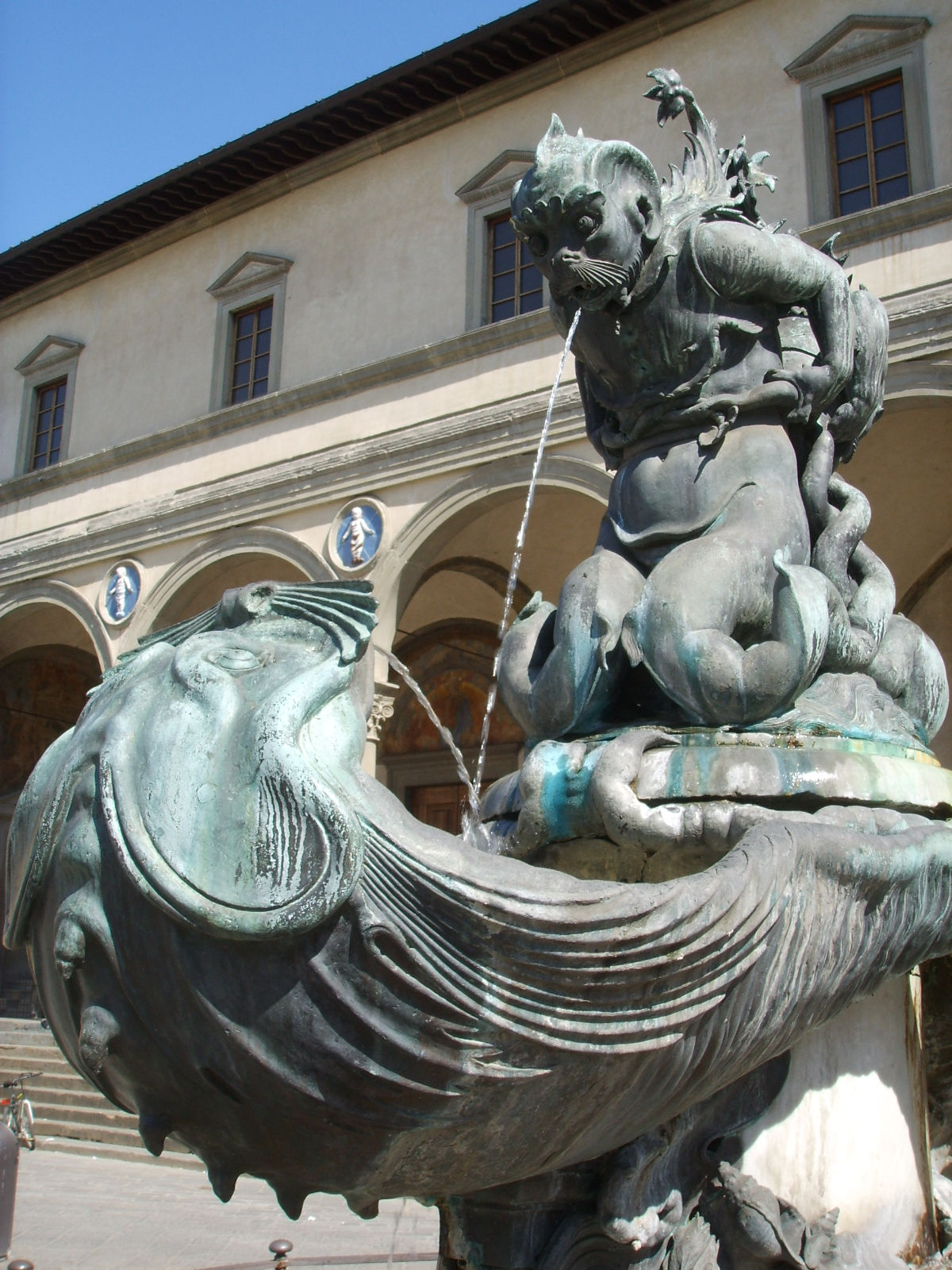
أول نافورة لوحوش البحر (dei mostri marini)، فلورنسا، إيطاليا

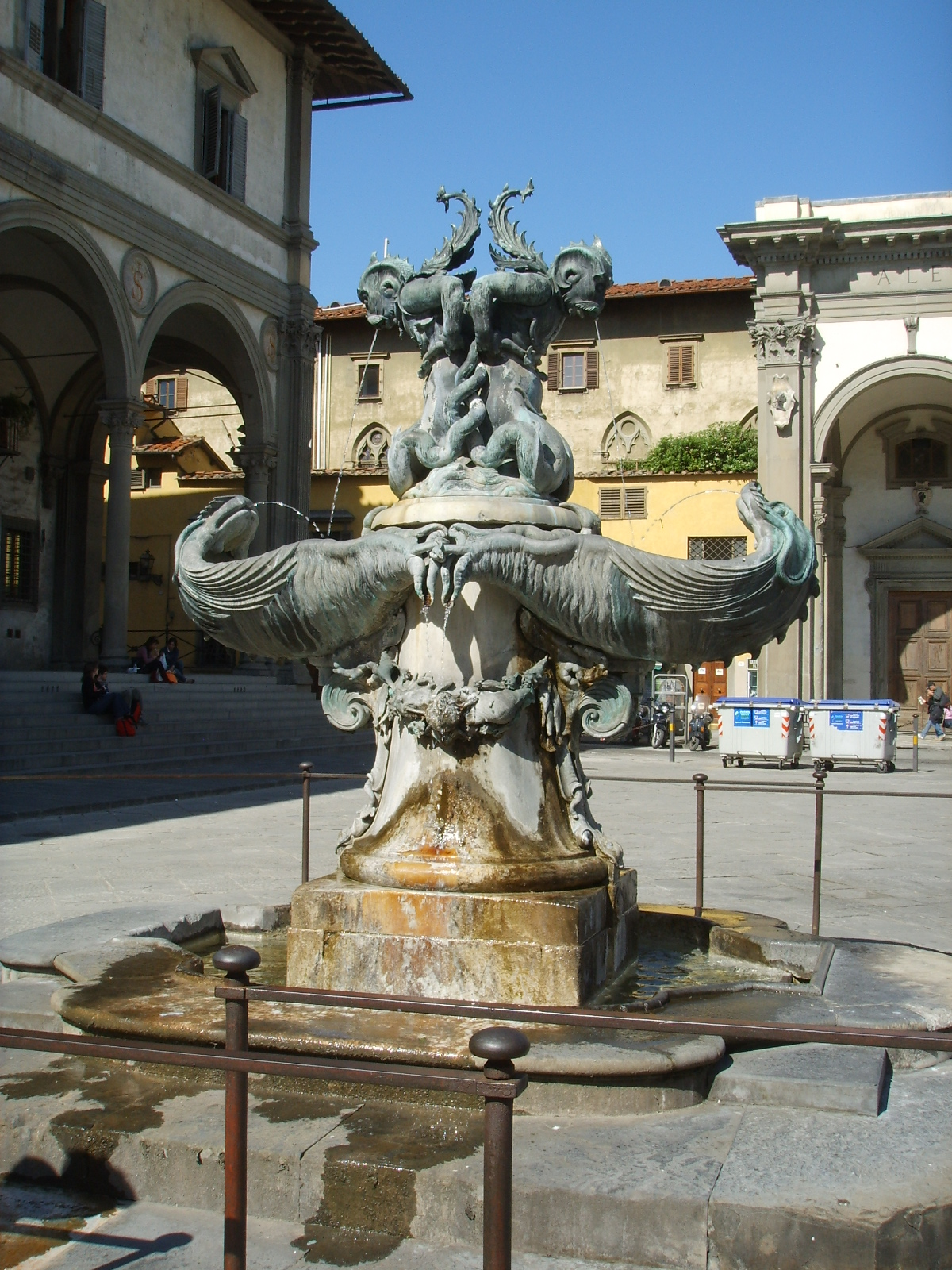
ثاني نافورة لوحوش البحر (dei mostri marini)، فلورنسا، إيطاليا

- الـ Aspidochelone وهي سلحفاة عملاقة أو حوت يبدو كأنها جزيرة وتجذب البحارة إلى موتهم
- برج الجدي، الماعز المائي البابلي الذي يظهر في دائرة البروج.
- قيطس Cetus وهو وحش أرسله بوسيدون ليأكل أندروميدا، ليدمره بيرسيوس
- الـكاريبديس لـهوميروس، وهو يكون دوامة وحشية تمتص أي سفينة في مكان قريب تحت المحيط
- الـCoinchenn من الميثولوجيا الكلتية الحوت الشرير وهو حوت شيطاني بحجم جزيرة
- العُدار وهو التنين اليونانية متعدد الرؤوس
- الـIku-Turso ويشتهر بأنه نوع ضخم من الأخطبوط أو حصان البحر
- يورمونغاند، ثعبان مدكارد في الأساطير الإسكندنافية
- الكراكن أخطبوط عملاق، أو حبار، أو مخلوق شبيه بالسلطعون
- وحش لوخ نس، المعروف أيضا باسم الوحش بحيرة لوخ نيس
- سيلا من هوميروس، كائن ذا ستة رؤوس واثني عشر من الأرجل، يلتهم ستة رجال من كل سفينة تمر
- سيرينا
- تيامات

## وحوش البحر ذكرت تاريخيا
- أخطبوط عملاق لـبلينيوس (لا ينبغي الخلط بينه وبين أخطبوط المحيط الهادئ العملاق الموثق)
- لوياثان
- Cecaelias أو الشخص الأخطبوط
- راهب البحر
- مختلف ثعابين البحر
- الترايتون عبر بلينيوس
- كان Cormac Ua Liatháin في القرن السادس قد رأى حشدًا من المخلوقات الصغيرة بحجم الضفادع التي بها أشواك، والتي هاجمت قاربه في المحيط الأطلنطي الشمالي وفقًا لرواية كتبها Adomnán [4]

## وحوش البحر محددة ذكرت حديثا
- Ayia Napa sea monster في ايا نابا، قبرص
- كادبروسورس في إقليم الشمال الغربي الهادئ
- تشامب في بحيرة شامبلين
- تشيسي في خليج تشيزبيك
- نيسي في لوخ نيس
- Issie في بحيرة ايكيدا في كيوشو
- أوغوبوغو في بحيرة أوكاناغن
- Ningen وهو مخلوق بشري شوهد في البحار شمال اليابان[5]
- حصان البحر في أيسلندا

## في الخيال
- مخلوقات هوارد فيليبس لافكرافت كثولو ميثوس، متضمنة كثولو نفسه.
- المخلوقات في سينما الخيال العلمي وأفلام الرعب مثل فيلم ارتفاع عميق.
- تصوير خيالي للحبار ضخم كما في عشرون ألف فرسخ تحت الماء.
- غودزيلا
- الكراكن كما ظهر في صراع الجبابرة (كلا من إصدارات 1981 و 2010).
- الكراكن كما ظهر في قراصنة الكاريبي: صندوق الرجل الميت (فيلم).
- موبي ديك